# Tang du Sud
937–975
Entités précédentes :
- Wu

Entités suivantes :
- Song

Tang du Sud (en chinois : 南唐, aussi appelé Nantang), plus tard connu sous le nom de Jiangnan (江南), était l'un des Dix Royaumes du centre-sud de la Chine  créés à la chute de la dynastie Tang. Ce royaume a remplacé le royaume Wu quand Li Bian (alias Xu Zhigao) déposa l'empereur Yang Pu. Fondé en 937, il a duré jusqu'en 975.
La capitale du royaume était située à Jinling (également connu sous le nom de  Xidu), située dans l'actuelle Nanjing, province du Jiangsu. Son territoire comprenait une partie des  provinces du Fujian, du  Jiangsu et de l'Anhui et l'ensemble de la province du Jiangxi.
Tang du Sud a été conquis en 975 par la dynastie des Song du Nord. Le dernier souverain des Tang du Sud est Li Yu (937-978), connu aussi comme poète, auteur de poèmes chantés ci.

## Histoire

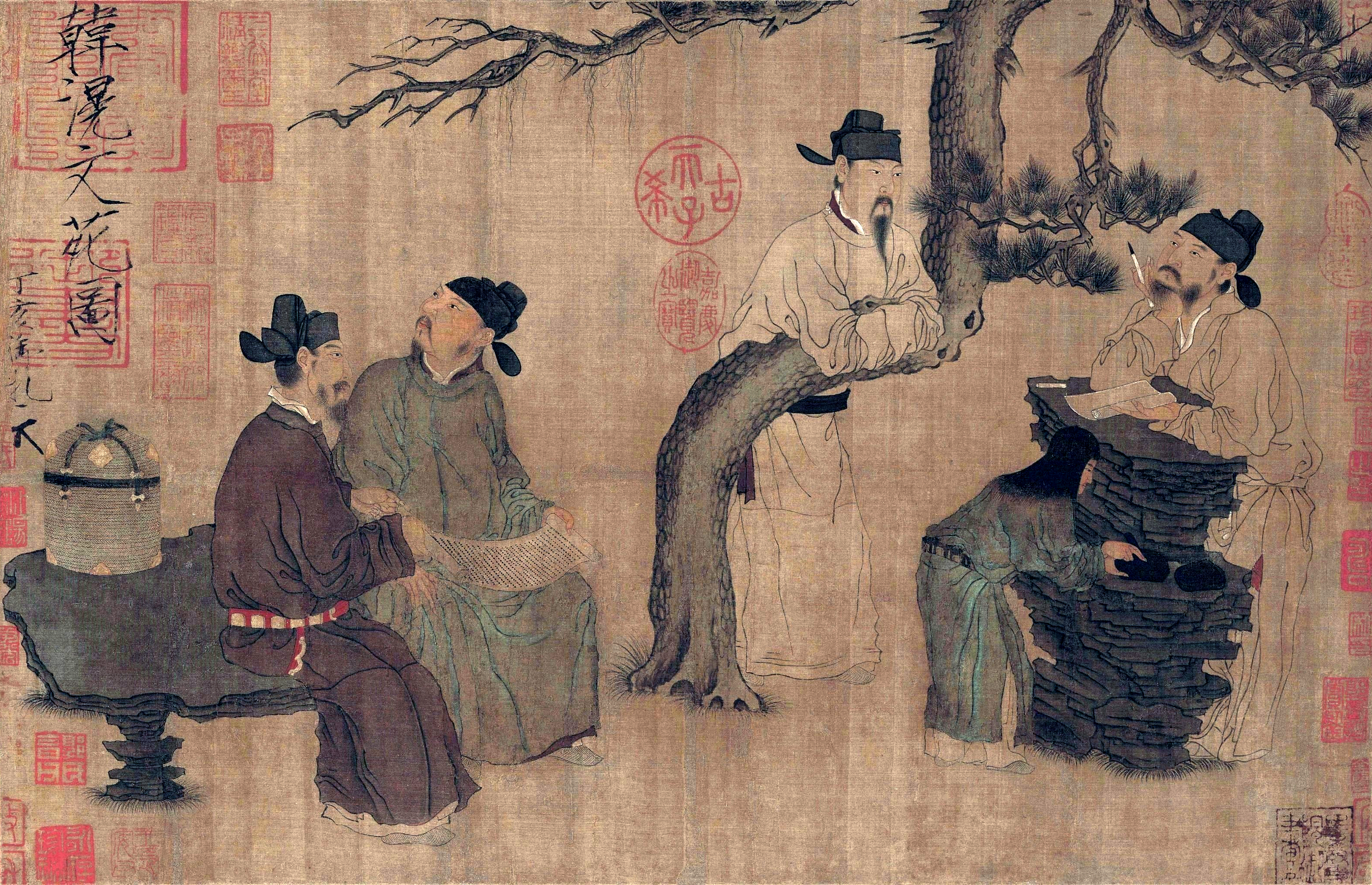
Un Jardin littéraire, par Zhou Wenju, Tang du Sud.

Le fondateur du royaume, Li Bian, était un orphelin adopté par Xu Wen, le puissant Premier ministre de Wu. Il a été rebaptisé Xu Zhigao. Après la mort de Xu Wen, il a pris le pouvoir en Wu. En 937, il a déposé le dernier roi de Wu et s'est proclamé empereur. En 940, il a décidé de reprendre son nom d'origine et rebaptisé son royaume Tang. 
Sous son règne, le royaume a d'abord été relativement important et prospère par rapport aux dix autres États de cette période. À sa mort en 943, il a laissé à son fils un royaume relativement stable et prospère.

## Rois
| Noms                             | Noms          | Noms                     | Dates de règne | Ères                                                               |
| Nom de temple                    | Nom posthume  | Nom de famille et prénom | Dates de règne | Ères                                                               |
| -------------------------------- | ------------- | ------------------------ | -------------- | ------------------------------------------------------------------ |
| Liè Zǔ ou Xiān Zhǔ (先主)        | trop complexe | Lǐ Biàn (en) (李昪)      | 937-943        | 937-943 : Shengyuan (昇元)                                         |
| Yuan Zong ou Zhōng Zhǔ (中主)    | trop complexe | Lǐ Jǐng (en) (李璟)      | 943-961        | 943-958 : Baoda (保大) 958 : Jiaotai (交泰) 958 : Zhongxing (中興) |
| Hòu Zhǔ (後主) ou Wú Wáng (吳王) | aucun         | Lǐ Yù (李煜)             | 961-975        | aucun                                                              |